# Skwer Willy’ego Brandta w Warszawie
Skwer Willy’ego Brandta – skwer położony u zbiegu ulic Karmelickiej i Józefa Lewartowskiego na warszawskim Muranowie. Nazwa skweru upamiętnia kanclerza Niemiec Willy’ego Brandta.

## Kontekst historyczny
7 grudnia 1970 w Pałacu Namiestnikowskim został podpisany układ między Polską Rzecząpospolitą Ludową a Republiką Federalną Niemiec o podstawach normalizacji ich wzajemnych stosunków z 7 grudnia 1970. Historyczny dokument podpisali Willy Brandt i Józef Cyrankiewicz w obecności I Sekretarza KC PZPR Władysława Gomułki.
Przed podpisaniem traktatu Willy Brandt na czele delegacji rządowej NRF udał się na teren dawnego getta warszawskiego, by złożyć wieniec pod Pomnikiem Bohaterów Getta. Niespodziewanie – po poprawieniu szarfy na wieńcu – Brandt ukląkł na stopniach monumentu i trwał przez chwilę w zadumie. Ten spontaniczny, nie podyktowany protokołem gest został zrozumiany jako wyrażona w imieniu Niemiec prośba wybaczenia za zbrodnie popełnione wobec narodu żydowskiego.
6 grudnia 2000, w przeddzień 30. rocznicy historycznego gestu niemieckiego kanclerza, na skwerze odsłonięto pomnik Willy’ego Brandta.
W listopadzie 2012 Rada Warszawy zmieniła pierwotną, niepoprawną gramatycznie nazwę skwer Willy Brandta na skwer Willy’ego Brandta.

## Ważniejsze obiekty
- Pomnik Willy’ego Brandta w Warszawie